# Sulzbach (March)
Der Sulzbach ist ein rechter Zufluss zur March südöstlich von Dürnkrut in Niederösterreich.
Der in Obersulz entspringende Sulzbach durchfließt zunächst Obersulz und Niedersulz, wo von rechts der Nexingbach mündet, gelangt dann über Erdpreß nach Spannberg um den rechtsseitig zufließenden Bach bei Spannberg aufzunehmen, danach bei Velm den Hofbach und in Götzendorf den Loidesthaler Bach, der im Oberlauf auch den Namen Geisleitenbach trägt. Östlich davon passiert der Sulzbach noch Waidendorf mit dem Ulrichsgraben als linken, dem den Ort Ebenthal entwässernden Krüttlbach als rechten Zufluss und ergießt sich schließlich südöstlich von Dürnkrut in die March. Sein Einzugsgebiet umfasst 157,9 km² in weitestgehend offener Landschaft.